# 金南佶
金南佶（1980年3月13日—），早期音譯為金南吉，曾用藝名李漢或譯李瀚，韓國男演員、歌手。

## 簡歷
1998年，金南佶首次接触电视剧拍摄，在KBS校园剧《學校1》担任临时演员。高中时因为在一次看舞台剧《李爾王》时被演员们的表演所震撼，于是在心中有了从事演员行业的想法，進入首爾藝術大學戲劇系就讀，因家境问题休学，之后又考入明知专科大学戏剧影像学系，因理念不合自行休学，前往话剧界发展。
2003年，在劇團前辈指引下参加MBC电视台第31期公募演员选拔，以“首席”（第一名）成绩通过公募的全部三场考试，作为電視劇演员出道。經過四周培訓後，在一次外出時遭遇严重交通事故，造成腦震盪、十字韧带断裂，还患上了短暂性失忆症，不得不經歷六個多月的休息期。2004年，从MBC众多戲劇中的小角色做起，直至2005年在《加油！金順》中飾演金順的丈夫盧正煥一角才开始崭露头角。因為自己本名與前輩演員姜南吉相似，开始使用藝名李漢（이한），2006年，在同性戀題材電影《愛，不悔》中首度擔任主角。
2008年，金南佶转战电影界，《姜哲中：公共之敌1-1》、《摩登男孩》、《美人圖》三部电影接连上映，在電影《姜哲中：公共之敌1-1》的導演康祐碩建議下，決定恢复使用本名金南佶，比起追逐明星光環，對演戲本身的熱情和渴望投映到了以本名開始的演技中，凭《姜哲中：公共之敌1-1》获得第29届青龙电影奖最佳男新人奖提名，凭《摩登男孩》获得第46届大钟奖最佳男配角及男新人奖提名，《美人圖》更为其带来首个新人奖项。
2009年，金南佶在MBC古裝電視劇《善德女王》中飾演女王的守護者毗曇一角，混合天真及邪惡的角色演繹使其一炮而红，并一举获得了MBC演技大獎男子新人賞、男子優秀演技賞以及第46屆百想藝術大獎电视剧最佳男新人奖，更被业界选为最受期待的新生代男演员。2010年5月，出演复仇剧《壞男人》，拍攝前曾經接到入伍令，當時以電視劇拍攝日程為由申請了延期入伍，但劇集尚未播過半時，又突然接獲入伍通知，不得已將原本集數20集縮減為17集，直到入伍前都還在趕拍他的所有戲份。2010年7月15日上午，進入忠清南道論山陸軍訓練所正式入伍，接受為期4周的軍事訓練。8月12日，在居住地首爾市江南區以公益勤務要員身份服役，同时进行在活动当时最可惜没能进行的学业，2011年3月，在網路韓國外國語大學（Cyber Hankuk University of Foreign Studies）中國語學院作為新生開始學業。2012年7月14日正式退伍。
退伍後，金南佶开始更多元化的尝试，擔任紀實電影《合奏》製作人，在日本东京、大阪、名古屋举行粉丝见面会，為三星手機Galaxy S4担任廣告導演，拍攝短片《哈囉，媽媽》，描述一對母女的相處過程。2013年5月，作为正式复出作品，与孙艺珍搭档主演复仇剧《鯊魚》。2013年7月10日，在日本以歌手身分出道，發表單曲《Roman》，翻唱自玉置浩二的同名歌曲。其后，金南佶投身于电影工作，接连参演了历史、灾难、动作、惊悚等不同风格的韩国电影。
2017年，金南佶在阔别四年后重返电视荧幕，参演TVN奇幻医疗喜剧《名不虚传》，在剧中饰演历史上顶尖的针医师许任，是其久违的喜剧形象演出。2018年，金南佶与韩志旼搭档主持第23届釜山电影节开幕式。2019年，参演刑侦剧《热血司祭》，在剧中饰演性格火爆的天主教司祭金海日，在動作戲份導致兩度骨折受傷情況下仍堅持完成拍攝，最終劇集收视率冲破20%大关，为其演艺生涯带来另一高峰，在年末SBS演技大賞首次獲得最高奖项「大赏」。
2020年，金南佶獲得韓國富比士名人榜最具影響力公衆人物排名第17位。
2021年，金南佶与电影製作公司Sanai Pictures代表韩载德携手成立综合经纪公司「GILSTORY Entertainment」。同年9月25日，金南佶偕同旗下藝人李秀敬出演全知干預視角，扮演李秀敬的一日經紀人，展現愛護旗下藝人的一面。。
2022年1月，出演悬疑剧《解读恶之心的人们》，在剧中饰演以韓國首位犯罪側寫師權日勇为原型的角色「宋霞永」，憑該角色再次在SBS演技大賞獲得最高奖项「大赏」。
2023年11月3日，韓國警察廳在警察廳文化中心舉行「科學調查75週年」紀念儀式，除了授予「第19屆科學調查獎」之外，還任命為科學調查活動的推進做出貢獻的演員金南佶和陳善圭為名譽警察。
2024年1月4日，自由時報舉辦第一屆「金賀獎」活動（誰是媒體心中「第一名」的藝人），金南佶以高票（19票）獲得第一名。

## 公益事业
以2010年在苏门答腊地震后赶赴印度尼西亚参加志愿者活动为契机，金南佶於2013年4月8日成立文化藝術平台「GILSTORY」，開始創造文化的共同分享的價值及全球文化藝術社會的平台、通過文化藝術宣傳活動為目的成立社會貢獻的活動。2015年2月10日，在首爾特別市被登記為非營利民間團體（NGO），运营资金大部分由金南佶本人提供，在非特殊情况下不接受企业赞助。2019年，在首尔举行亲自企划并筹备的演出“金南佶的宇宙最強秀”，将收益全额捐出用于支持公共艺术运动。

## 影視作品

### 電視劇
| 年份   | 播放平臺 | 劇名                                         | 角色           | 備註                   |
| 1999年 | KBS2     | 《學校》                                     | 閔柱           | 臨演                   |
| 2004年 | MBC      | 《Non-Stop 4》                               | 炫彬的朋友     | 客串                   |
| 2004年 | MBC      | 《英雄時代》                                 | 千泰基的朋友   | 客串                   |
| 2004年 | MBC      | 《紅豆麵包》                                 | 洪惠珍的男朋友 | 客串                   |
| 2004年 | MBC      | 《冰點》                                     | 實習醫生       | 客串                   |
| 2004年 | MBC      | 《MBC最佳劇場》之《钱》                      | 汽车推销员     | 客串                   |
| 2004年 | MBC      | 《MBC最佳劇場》之《小报第一集：J小姐的真相》 | 经理           | 客串                   |
| 2004年 | MBC      | 《MBC最佳劇場》之《爱情，站在斜坡上》        | 醉酒者         | 客串                   |
| 2004年 | MBC      | 《MBC最佳劇場》之《姜长秀的爱的小屋》        | 龙俊           | 客串                   |
| 2004年 | MBC      | 《MBC最佳劇場》之《梦想浪漫》                | 孙成珍朋友     | 客串                   |
| 2004年 | MBC      | 《MBC最佳劇場》之《阳光灿烂的日子》          | 洪彪           | 客串                   |
| 2004年 | MBC      | 《MBC最佳劇場》之《不良少女》                | 警察           | 客串                   |
| 2005年 | MBC      | 《MBC最佳劇場》之《斯德哥尔摩综合症》        | 网络俱乐部会员 | 客串                   |
| 2005年 | MBC      | 《MBC最佳劇場》之《我人生的导航者》          | 情侣男         | 客串                   |
| 2005年 | MBC      | 《加油！金順》                               | 盧正煥         | 演出1～12集            |
| 2005年 | MBC      | 《顫抖的心》                                 | 警察           | 客串                   |
| 2005年 | MBC      | 《第五共和國》                               | 朴志晚         | 客串                   |
| 2005年 | MBC      | 《我叫金三順》                               | 金秉泰         | 客串                   |
| 2006年 | KBS      | 《再見獨奏》                                 | 柳志安         |                        |
| 2006年 | SBS      | 《戀人》                                     | 泰山           |                        |
| 2007年 | KBS      | 《春暖花開的時候》                           | 金准基         |                        |
| 2007年 | KBS      | 《讓我們幸福的幾個問題》                     | 林錫周         | 公益电视剧《幸福》单元 |
| 2009年 | MBC      | 《善德女王》                                 | 毗曇           | EP21出場               |
| 2010年 | SBS      | 《壞男人》                                   | 沈建旭         | 首部男主角             |
| 2010年 | MBC      | 《個人取向》                                 | 咖啡店客人     | 客串                   |
| 2013年 | KBS      | 《鯊魚》                                     | 韓伊秀         |                        |
| 2017年 | tvN      | 《名不虛傳》                                 | 許任           |                        |
| 2019年 | SBS      | 《熱血司祭》                                 | 金海日         |                        |
| 2021年 | SBS      | 《One the Woman》                            | 神父           | 客串                   |
| 2022年 | SBS      | 《解讀惡之心的人們》                         | 宋霞永         |                        |
| 2022年 | TVING    | 《Island》                                   | 般             |                        |
| 2023年 | Netflix  | 《盜賊之歌》                                 | 李潤           |                        |
| 2024年 | SBS      | 《熱血司祭2》                                | 金海日         |                        |
| 2025年 | Netflix  | 《惡緣》                                     | 尹政珉         | 客串                   |
| 2025年 | Netflix  | 《槍口彼端》                                 | 李道           |                        |
| 2026年 | tvN      | 《如何成為韓國的建築屋主》                   | 金均           | 客串                   |

### 電影
| 上映日期   | 拍攝日期               | 片名                            | 角色           | 韓國票房 （觀影人次） | 備註               |
| 2004.05.21 | 無相關訊息             | 《下流人生》                    | 警察           | 550,000               |                    |
| 2006.07.13 | 無相關訊息             | 《對我青春的呼喚》              | 林碩宇         | 13,124                |                    |
| 2006.11.16 | 無相關訊息             | 《愛，不悔》                    | 宋在敏         | 43,348                | 首部男主角         |
| 2008.06.19 | 無相關訊息             | 《姜哲中：公共之敌1-1》         | 朴文洙         | 4,300,670             |                    |
| 2008.10.02 | 無相關訊息             | 《摩登男孩》                    | 信介           | 758,473               |                    |
| 2008.11.13 | 無相關訊息             | 《美人圖》                      | 姜武           | 2,325,715             |                    |
| 2009.02.19 | 無相關訊息             | 《手機》                        | 張允浩         | 630,049               | 特別出演           |
| 2010.04.01 | 2009.03.08～2009.06.09 | 《暴風前夜》又譯名《愛戀風暴 》 | 林秀仁         | 52,597                |                    |
| 2014.08.06 | 2013.08.15～2014.01.09 | 《海賊：汪洋爭霸》              | 張思靖         | 8,666,046             |                    |
| 2015.05.27 | 2014.06.11～2014.09.14 | 《無賴漢》                      | 鄭載坤／李榮俊 | 414,626               |                    |
| 2015.11.25 | 2014.09.10～2015.01.02 | 《桃李花歌》                    | 興宣大院君     | 317,505               | 特別出演           |
| 2016.12.07 | 2015.03.07～2015.07.21 | 《潘朵拉》                      | 姜在赫         | 4,583,645             |                    |
| 2017.04.05 | 2016.04.12～2016.07.08 | 《多愛你一天》又譯名《某一天 》 | 李康洙         | 234,681               |                    |
| 2017.09.06 | 2015.10.30～2016.01.30 | 《殺人者的記憶法》              | 閔泰柱         | 2,658,589             |                    |
| 2017.11.01 | 2015.10.30～2016.01.30 | 《殺人者的記憶法》              | 閔泰柱         | 2,958                 | 導演版             |
| 2019.02.13 | 2017.10.13～2018.01.21 | 《奇妙的家族》                  | 朴民傑         | 263,322               |                    |
| 2020.02.05 | 2018.09.17～2018.11.29 | 《陰櫥》                        | 許慶勳         | 1,270,835             |                    |
| 2020.08.12 | 2019.02.08～2019.05.07 | 《特務搞飛機》                  | 緊張男         | 1,228,685             | 友情出演           |
| 2022.08.03 | 2020.05.30～2020.10.24 | 《緊急迫降 》                   | 崔賢秀         | 2,058,762             |                    |
| 2022.08.10 | 2021.05.08～2021.11.13 | 《獵首密令》                    | 東京支部要員3  | 4,352,390             | 特別出演           |
| 2022.08.25 | 2017～無相關訊息       | 《起飛：站在海浪上》            | 世珍的男朋友   | 259                   | 特別出演／獨立電影 |
| 2023.08.15 | 2020.02.10～2020.05.21 | 《保護者》                      | 宇鎮           | 128,485               |                    |
| 2024.11.20 | 無相關訊息             | 《如何開門》                    | 哲洙           | 2717                  | 特別出演／短篇電影 |
| 2025.02.05 | 2021.01.21～2021.04.08 | 《殺人預言》                    | 姜鎬嶺         | 197,312               |                    |
| 待公布     |                        | 《夢遊桃源圖》                  | 首陽大君       |                       | 預計十月開拍       |

### 旁白
- 2010年：MBC記錄片《亞馬遜的眼淚》
- 2010年：MBC《世界與我W》220 回 《海地，悲劇的眼淚》
- 2019年：SBS記錄片《Life of Samantha》
- 2021年：SBS特輯《我們不知道的柳相鐵的故事》
- 2023年：KB Financial Group（英语：KB금융그룹）《減少碳足跡觸手可及》-「地球日」紀念減碳活動影片
- 2023年：EBS大自然紀錄片《連結》

### 實境節目主持
- 2019年9月26日-2019年11月21日：tvN《西伯利亞先遣隊》
- 2020年10月18日-2020年12月6日：tvN《海路先遣隊》
- 2023年9月8日-2023年9月16日：MBC公路紀錄片《不管什麼都留下》

### 頒獎典禮主持
- 第23屆 釜山國際電影節
- 第31屆 釜日電影節
- 第34屆 釜日電影節

### 話劇
- 2000年：《仲夏夜之夢》
- 2003年：《菩無根一家》

### MV
- 1998年：金章勳《禮物》
- 2003年：金泰英《你在哪裡》
- 2005年：Lady《Attention-Sexy Ver.》
- 2005年：The Red《無法忘記》
- 2005年：M.street《Start》
- 2007年：J《僅10天》
- 2025年：ZOZAZZ 《한잔의 노래 (Song for you)》

## 編導作品

### 執導
- 2013年：《哈囉，媽媽》（Samsung Galaxy S4短片）

### 製作
- 2012年：電影《Ensemble》
- 2024年：電影《如何開門》

## FM／演唱會
| 年份   | 活動名稱                                                                         | 場次／地點                                                    | 備註                                 |
| 2010年 | 김남길 팬미팅 2010                                                               | 2010.03.07－韓國 Olympic Park                                 |                                      |
| 2012年 | 김남길 팬미팅 2012                                                               | 2012.12.16－韓國 韓國外國語大學 Minerva Auditorium            |                                      |
| 2013年 | Kim Nam Gil 1st Japan Tour With 「赤と黒」                                       | 2013.01.05、06－日本 東京國際フォーラム ホールA               | 練習過度得到腮腺炎                   |
| 2013年 | Kim Nam Gil 1st Japan Tour With 「赤と黒」                                       | 2013.01.08、09－日本 大阪オリックス劇場                       | 練習過度得到腮腺炎                   |
| 2013年 | Kim Nam Gil 1st Japan Tour With 「赤と黒」                                       | 2013.01.12－日本 愛知縣名古屋藝術劇場大ホール                 | 練習過度得到腮腺炎                   |
| 2013年 | Kim Nam Gil Presents “OLYMPUS ENSEMBLE”Classic Concert                           | 2013.07.26－日本 愛知縣名古屋藝術劇場大ホール                 |                                      |
| 2013年 | Kim Nam Gil Presents “OLYMPUS ENSEMBLE”Classic Concert                           | 2013.07.27－日本 NHK大阪ホール                                |                                      |
| 2013年 | Kim Nam Gil Presents “OLYMPUS ENSEMBLE”Classic Concert                           | 2013.07.28－日本 東京オペラシティ コンサートホール（2回公演） |                                      |
| 2014年 | KIM NAM GIL THE SHOW                                                             | 2014.03.25－日本 橫濱 Pacifico                                |                                      |
| 2014年 | KIM NAM GIL THE SECRET                                                           | 2014.03.26－日本 橫濱 Pacifico                                |                                      |
| 2014年 | KIM NAM GIL SPECIAL STAGE                                                        | 2014.05.24－日本 NHK大阪ホール（2回公演）                     |                                      |
| 2016年 | PECIAL STAGE 2016 ROADSHOW                                                       | 2016.03.25－日本 東京舞濱圓形劇場                             |                                      |
| 2016年 | PECIAL STAGE 2016 ROADSHOW                                                       | 2016.03.27－日本 大阪 グランキューブ                          |                                      |
| 2017年 | ROAD SHOW THE WAY 2017                                                           | 2017.04.23－日本 大阪 グランキューブ                          |                                      |
| 2017年 | ROAD SHOW THE WAY 2017                                                           | 2017.04.25－日本 琦玉大宮 ソニックシティ大ホール              |                                      |
| 2018年 | ROAD SHOW Haru 2018                                                              | 2018.03.13－日本 琦玉大宮 ソニックシティ大ホール              |                                      |
| 2018年 | ROAD SHOW Haru 2018                                                              | 2018.03.15－日本大阪 Zepp Osaka Bayside                       |                                      |
| 2019年 | ROAD SHOW 熱血夏季 2019                                                          | 2019.06.29－韓國 coex auditorium                              |                                      |
| 2019年 | ROAD SHOW 熱血夏季 2019                                                          | 2019.07.24－日本 千葉森 のホール21                            |                                      |
| 2019年 | ROAD SHOW 熱血夏季 2019                                                          | 2019.07.26－日本 大阪 Zepp Namba                              |                                      |
| 2023年 | 2023 김남길 글로벌 투어 ‘어게인’ 팬 콘서트 (2023金南佶全球巡演'Again'粉絲演唱會) | 2023.05.25－東京 國際論壇 C 廳                                |                                      |
| 2023年 | 2023 김남길 글로벌 투어 ‘어게인’ 팬 콘서트 (2023金南佶全球巡演'Again'粉絲演唱會) | 2023.05.27－大阪 NHK 大廳                                     |                                      |
| 2023年 | 2023 김남길 글로벌 투어 ‘어게인’ 팬 콘서트 (2023金南佶全球巡演'Again'粉絲演唱會) | 2023.06.10－韓國 獎忠體育館                                   | 開演前嚴重支氣管炎，一度考慮取消活動 |
| 2023年 | 2023 김남길 글로벌 투어 ‘어게인’ 팬 콘서트 (2023金南佶全球巡演'Again'粉絲演唱會) | 2023.07.08－曼谷 KBank Siam Pic-Ganesha                       |                                      |
| 2023年 | 2023 김남길 글로벌 투어 ‘어게인’ 팬 콘서트 (2023金南佶全球巡演'Again'粉絲演唱會) | 2023.08.18－台北 Zepp New Taipei                              |                                      |
| 2023年 | 2023 김남길 글로벌 투어 ‘어게인’ 팬 콘서트 (2023金南佶全球巡演'Again'粉絲演唱會) | 2023.11.26－胡志明市 和平劇院                                 | 安可場                               |
| 2025年 | 2025 KIM NAM GIL FANMEETING TOUR 'Road to Gil'                                   | 2025.02.22－日本 大阪 梅田藝術劇場                            |                                      |
| 2025年 | 2025 KIM NAM GIL FANMEETING TOUR 'Road to Gil'                                   | 2025.02.24－日本 琦玉 大宮ソニックシティ大ホール              |                                      |
| 2025年 | 2025 KIM NAM GIL FANMEETING TOUR 'Road to Gil'                                   | 2025.03.02－首爾 光雲大學東海文化藝術中心大劇場               |                                      |
| 2025年 | 2025 KIM NAM GIL FANMEETING TOUR 'Road to Gil'                                   | 2025.04.06－台北 Legacy TERA                                  | 追加場                               |

## GILSTORY 慈善公演(捐贈秀)
| 年份   | 活動名稱                                                             | 場次／地點                           | 備註   |
| 2019年 | 김남길의 우주 최강 쇼 (金南佶宇宙最強秀)                             | 2019.12.08－韓國 慶熙大學和平殿堂1   |        |
| 2022年 | 2022 김남길의 우주최강쇼 - 길리버스 (2022金南佶宇宙最強秀-Giliverse) | 2022.12.03－韓國 世宗大學大洋館      | [ 27 ] |
| 2024年 | 2024 SMG Show                                                        | 2024.12.07-08－韓國 慶熙大學和平會館 | [ 28 ] |

## 音樂作品
- 2009年：《善德女王》OST《不能愛你嗎?》
- 2013年：《野王》OST《我不知道》
- 2013年：單曲《Roman》、《現在你仍愛著嗎[註 2]》

## 廣告
- 2005年：韓南大學宣傳CF
- 2009年：三星Anycall手機
- 2010年：LG 오휘 포맨 化妝品
- 2010年：新韓金融信用卡
- 2010年：海特(hite)啤酒
- 2010年：AD HOC 服飾
- 2010年：THE CLASS 服飾
- 2010年：BABA咖啡
- 2010年：LG Ohui Hydra 化妝品
- 2013年：Samsung Galaxy S4 手機
- 2013年：OFFROAD 秋冬季服飾
- 2014年：OFFROAD 春夏季服飾
- 2015年：《대륙[註 3]》MMORPG[29] 手遊
- 2021年：Kia K9 汽車
- 2023年：Moadamda 健康食品

## 宣傳大使
- 2008年：首爾娃娃展 公關大使 [30]
- 2014年：福斯汽車 形像大使 [31]
- 2016年：釜山海雲台大酒店 名譽大使 [32]
- 2023年：BMW Motorrad（英语：BMW Motorrad） M 1000 R 宣傳大使 [33]

## 提名及獲獎列表
| 年度   | 大獎                                                      | 獎項                                     | 作品                 | 結果 |
| ------ | --------------------------------------------------------- | ---------------------------------------- | -------------------- | ---- |
| 2008年 | 第29屆 青龍電影獎                                         | 最佳男新人獎                             | 《人民公敵3》        | 提名 |
| 2009年 | 第46屆 大鐘獎                                             | 最佳男配角獎                             | 《摩登男孩》         | 提名 |
| 2009年 | 第46屆 大鐘獎                                             | 男演員新人獎                             | 《摩登男孩》         | 提名 |
| 2009年 | 第17屆 韓國文化演藝大獎                                   | 最佳電影男新人獎                         | 《美人圖》           | 獲獎 |
| 2009年 | 第2屆 Style Icon Awards                                   | 電視偶像新星賞                           | 《善德女王》         | 獲獎 |
| 2009年 | MBC演技大獎                                               | 男子新人賞                               | 《善德女王》         | 提名 |
| 2009年 | MBC演技大獎                                               | 最佳情侶賞（和李枖原）                   | 《善德女王》         | 獲獎 |
| 2009年 | MBC演技大獎                                               | 男子優秀演技賞                           | 《善德女王》         | 獲獎 |
| 2010年 | 第46屆 百想藝術大獎                                       | 電視劇部門_最佳男新人演技獎              | 《善德女王》         | 獲獎 |
| 2010年 | 한·일·몽국제협력봉사단 공로패 증정식                      | 공로패                                   | 不適用               | 獲獎 |
| 2010年 | SBS演技大獎                                               | 男子Drama Special最優秀演技賞            | 《壞男人》           | 提名 |
| 2013年 | KBS演技大獎                                               | 男子迷你劇優秀演技獎                     | 《鯊魚》             | 提名 |
| 2013年 | KBS演技大獎                                               | 男子最優秀演技獎                         | 《鯊魚》             | 提名 |
| 2014年 | 第八屆 亞洲電影大獎特別獎                                 | 亞洲飛躍男演員獎                         | 不適用               | 獲獎 |
| 2015年 | 第24屆 釜日電影獎                                         | 最佳男主角                               | 《無賴漢》           | 提名 |
| 2017年 | Korean Updates Awards 2017                                | 年度最佳情侶獎（和金亞中)                | 《名不虛傳》         | 提名 |
| 2019年 | 第10屆 韓國大眾文化藝術獎                                 | 總理表彰                                 | 不適用               | 獲獎 |
| 2019年 | 第55屆 百想藝術大獎                                       | 電視劇部門_男子最優秀演技獎              | 《熱血司祭》         | 提名 |
| 2019年 | 第55屆 百想藝術大獎                                       | 男子Vlive人氣獎                          | 《熱血司祭》         | 提名 |
| 2019年 | SBS                                                       | 特別獎                                   | 《熱血司祭》         | 獲獎 |
| 2019年 | 第17屆 年度品牌 (올해의 브랜드 대상)                      | 年度人物與文化演員                       | 《熱血司祭》         | 提名 |
| 2019年 | 第14屆 首爾國際電視節                                     | 電視劇部門_韓流連續劇男子演技獎          | 《熱血司祭》         | 獲獎 |
| 2019年 | 第46屆 韓國放送大賞                                       | 演技獎                                   | 《熱血司祭》         | 獲獎 |
| 2019年 | 第24屆 釜山國際影展 新設立 第1屆 亞洲電影市場展亞洲內容獎 | 最佳男演員獎                             | 《熱血司祭》         | 獲獎 |
| 2019年 | 第32屆 画梅奖                                             | 最佳男演員                               | 《熱血司祭》         | 獲獎 |
| 2019年 | SBS演技大獎                                               | 中篇電視劇部門_男子最優秀演技獎          | 《熱血司祭》         | 提名 |
| 2019年 | SBS演技大獎                                               | 製作人獎                                 | 《熱血司祭》         | 提名 |
| 2019年 | SBS演技大獎                                               | 大賞                                     | 《熱血司祭》         | 獲獎 |
| 2020年 | 第32屆 韓國PD大賞                                         | 表演者部門電視演員獎                     | 《熱血司祭》         | 獲獎 |
| 2022年 | 第58屆百想藝術大獎                                        | 電視劇部門_男子最優秀演技獎              | 《解讀惡之心的人們》 | 提名 |
| 2022年 | 第58屆百想藝術大獎                                        | 男子Vlive人氣獎                          | 《解讀惡之心的人們》 | 提名 |
| 2022年 | SBS                                                       | 上半年作品獎_特別獎                      | 《解讀惡之心的人們》 | 獲獎 |
| 2022年 | 第1屆青龍系列大獎                                         | 最佳男子演技獎                           | 《解讀惡之心的人們》 | 提名 |
| 2022年 | 第1屆青龍系列大獎                                         | 人氣獎                                   | 《解讀惡之心的人們》 | 提名 |
| 2022年 | 第17屆 首爾國際電視節                                     | 國際競爭部門_男子演員賞                  | 《解讀惡之心的人們》 | 提名 |
| 2022年 | 第8屆 APAN Star Awards                                    | 迷你劇 － 男子最優秀演技獎               | 《解讀惡之心的人們》 | 提名 |
| 2022年 | 第12屆 韓國電視劇節                                       | 演技大賞                                 | 《解讀惡之心的人們》 | 提名 |
| 2022年 | SBS演技大獎                                               | 最佳團隊獎                               | 《解讀惡之心的人們》 | 提名 |
| 2022年 | SBS演技大獎                                               | 男子最優秀演技獎（迷你劇部門類型電視劇） | 《解讀惡之心的人們》 | 提名 |
| 2022年 | SBS演技大獎                                               | Directors獎                              | 《解讀惡之心的人們》 | 提名 |
| 2022年 | SBS演技大獎                                               | 大賞                                     | 《解讀惡之心的人們》 | 獲獎 |
| 2022年 | 第31屆 釜日電影獎                                         | 年度明星獎                               | 《緊急迫降》         | 提名 |
| 2022年 | 第43屆 青龍電影獎                                         | 人氣明星獎                               | 《緊急迫降》         | 提名 |
| 2023年 | 第59屆百想藝術大獎                                        | TikTok人氣獎                             | 不適用               | 提名 |
| 2023年 | 2023 品牌顧客忠誠度大獎                                   | 男演員OTT部門                            | Island               | 獲獎 |
| 2023年 | 2023 尊重生命獎                                           | 文化藝術類                               | 不適用               | 獲獎 |
| 2024年 | SBS演技大獎                                               | 最佳CP獎 (和金成均)                      | 《熱血司祭2》        | 提名 |
| 2024年 | SBS演技大獎                                               | 男子最優秀演技獎（迷你劇季播類）         | 《熱血司祭2》        | 獲獎 |
| 2024年 | SBS演技大獎                                               | 大賞                                     | 《熱血司祭2》        | 提名 |

## 外部連結
- 金南佶韓國官方網站 （页面存档备份，存于）
- 金南佶韓國粉絲網站 （页面存档备份，存于）
- IMDB演員檔案
- 金南佶日本官方網站 （页面存档备份，存于）
- 金南佶的Facebook專頁
- 金南佶的Instagram帳戶 （页面存档备份，存于）
- GILSTORY_ENT官方網站 （页面存档备份，存于）
- GILSTORY_NGO官方網站 （页面存档备份，存于）